# Investiční a poštovní banka
Investiční a poštovní banka (IPB) byla po roce 1989 jednou z největších bank v České republice. Její pád v roce 2000 byl největším bankrotem v historii České republiky.

## Vznik a činnost banky
IPB vznikla sloučením Investiční banky a Poštovní banky na konci roku 1993. Banka byla privatizována nejprve v kupónové privatizaci, český stát si ponechal majoritní podíl a mohl kontrolovat vývoj v bance.
V roce 1993 se Fond národního majetku nezúčastnil navyšování základního jmění IPB a stát ztratil majoritní podíl v bance. V únoru 1997 IPB ukončila spolupráci s auditorskou společností Coopers & Lybrand, která podle spekulací tisku požadovala tvorbu rezerv ve výši několika miliard korun. Novým auditorem se stala společnost Ernst & Young. Na zasedáních vlády dne 23. 7. 1997 a dne 4. 3. 1998 vláda rozhodla o prodeji státního podílu společnosti Nomura. Za 36,29 % akcií Nomura zaplatila 3 miliardy Kč a její akcionářský podíl vzrostl na 46,6 %. Protože finanční situace banky byla neudržitelná, Nomura navýšila základní jmění o 6 miliard Kč a vydala podřízené dluhopisy ve stejné výši, což mělo IPB stabilizovat. Pro další úspěšný vývoj však byla nezbytná změna v řízení úvěrového rizika.
Krátce po převzetí akciového podílu došlo k převodu 46 % akcií IPB na dceřinou společnost Nomury jménem Saluka Investments B. V, sídlící na Kajmanských ostrovech. Touto transakcí došlo k porušení zákona, protože při nabytí akcií banky sídlící v České republice bylo třeba žádat o povolení Českou národní banku, což Saluka neučinila.

## Problémy
Uvnitř banky narůstaly potíže. Aby předešla nutnosti tvorby opravných položek, prováděla operace, které měly snížit úvěrové riziko. Jednalo se často o nestandardní operace vedoucí sice ke snížení objemu klasifikovaných úvěrů v bance, ale jejichž výsledkem nebylo snížení rizika, jako například odprodej nedobytných pohledávek společnosti NIPB, a. s., která byla ovšem plně vlastněna IPB samotnou. Krátkodobá opatření přelomů let 1998 a 1999 skutečně zajistila, že banka nemusela tvořit opravné položky.
Na horšící se situaci v bance ukázal již audit za rok 1998, který upozorňuje vedle nestandardních úvěrových operací i na nedostatky v oceňování cenných papírů, v jejichž ocenění se odhadoval rozdíl 64 mld. Kč. V důsledku tohoto auditu provedla v roce 1999 Česká národní banka v bance sérii informačních návštěv, která vyvrcholila komplexní kontrolou ve 2. pololetí. Z této kontroly vyplynula potřeba navýšení základního jmění. To bylo schváleno valnou hromadou dne 16. 11. 1999, avšak k navýšení nikdy nedošlo vzhledem k předběžnému opatření soudu vydaného na základě žaloby minoritního akcionáře.
V únoru 2000 předala Česká národní banka bance protokol o zjištěných nedostatcích, ta se proti zjištěním odvolala a podala námitky proti jednotlivým bodům. IPB uvedla, že provádí kroky ke snížení úvěrového rizika a navýšení základního jmění banky o 13,4 mld. Kč. Odvolání obsahovalo 270 stran textu a 9700 stran příloh. Vzhledem k rozsáhlosti tohoto dokumentu neměla ČNB velkou šanci zasáhnout na základě zjištění komplexní kontroly a musela tedy čekat na potvrzení svých zjištění auditorem.

## Nucená správa
Krach banky by podle studií ČNB znamenal ohrožení stability finančního sektoru a pokles růstu hrubého domácího produktu v ČR o 2-4 %. V týdnu od 12. června 2000 proběhl „run“ na IPB, při kterém klienti banky masově vybírali své úspory. Denní pokles vkladů činil 12. 6. 4,525 mld. Kč, 13. 6. 5,964 mld. Kč a 14. 6. 6,491 mld. Kč.
Krátce před polednem v pátek 16. června 2000 byla centrála IPB obsazena maskovanými příslušníky speciálních policejních jednotek, kteří do budovy banky eskortovali nuceného správce dosazeného ČNB. Management banky byl s okamžitou platností zbaven kontroly nad činností banky.

## Prodej
Od počátku roku 2000 jednala Česká národní banka o řešení situace v IPB s ČSOB a Allianz-Unicredito a měla tedy dostatek času projednat předem veškeré možné varianty vývoje. Nakonec se ČNB rozhodla jednat dále exkluzivně s ČSOB, jejíž výhodou oproti Allianz-Unicredito byla skutečnost, že byla držitelem bankovní licence. V době uvalení nucené správy navíc ČSOB jako jediný subjekt podal nucenému správci oficiální nabídku na nákup podniku IPB.
Po třech dnech od zahájení nucené správy byly 19. června 2000 veškerá aktiva a závazky IPB převzaty ČSOB formou koupě podniku. Prodaná aktiva banky byla garantována českým státem a velká část nedobytných pohledávek byla následně převedena na státní instituce (konsolidační agenturu). Rychlý postup při prodeji IPB vysvětlila ČNB obavou o stabilitu finančního trhu v zemi.
ČSOB za IPB zaplatila 1 Kč za záruky státu (do výše 180 mld. Kč), akcionářům cenu dle znaleckého posudku a získala tím velice výhodně jednoho ze svých největších konkurentů. Z původní společnosti se stala prázdná skořápka, která právně existovala až do 24. listopadu 2018 pod názvem IP Exit, a.s. (od roku 2004 v konkurzu). 
Celkové ztráty způsobené pádem banky byly oceněny na 67,8 miliard Kč.
Ztráta vykázaná Českou konsolidační agenturou na operace s aktivy IPB dosáhla 121 miliard korun.

## Další aktivity
IPB měla mimo jiné podíl v těchto společnostech:
- Českomoravská hypoteční banka
- Českomoravská stavební spořitelna
- IPB Pojišťovna
- IPB Real a.s.
- První Investiční, a.s. (správce investičních a podílových fondů)
- D O M E A N A, spol. s r.o.